# SN 2009eh
SN 2009eh – supernowa typu Ia odkryta 3 kwietnia 2009 roku w galaktyce A152038+0739. W momencie odkrycia miała maksymalną jasność 21,20m.